# Villa Il Palmerino
Villa il Palmerino si trova in via del Palmerino, 8 a Firenze.

## Storia
La villa, di origine quattrocentesca, appartenne ad Ottaviano Antonio di Duccio, fratello del celebre scultore Agostino di Duccio e in seguito, dal 1545, a Benedetto di Papi Palmerini, il cui nome familiare risaliva forse alle palme riportate durante le crociate. In seguito fu delle famiglie Federighi, Mormorai e Baldi della Scarperia.
Dal 1855 fu nelle disponibilità dei frati di Santa Croce e poi, in seguito alla secolarizzazione dei beni religiosi da parte del demanio, fu ceduta al conte Luigi Uguccioni, che la restaurò e vi appose il proprio stemma sull'ingresso. Vi abitò nel XIX secolo la scrittrice Vernon Lee e in seguito, ai primi del Novecento, il pittore e decoratore Federigo Angeli, i cui discendenti sono tuttora proprietari dell'immobile frazionato.

## Descrizione
La villa ha una forma pressoché quadrangolare, con intonaci bianchi in cui risaltano le profilature di portali e finestre in pietra serena. È circondata da un ampio giardino.